# O att den elden redan brunne
O att den elden redan brunne är en sång med text från 1812 av Georg Friedrich Fickert. Sången översattes 1861 till svenska av Lina Sandell-Berg. Musiken är hämtad från Sionstoner 1889.
Till sitt innehåll kan sången karaktäriseras som pingstpsalm, eller snarare en psalm för pingstnovenan (de 9 dagarna mellan Kristi Himmelsfärds dag och Pingstdagen). Den är i grunden en bön om den heliga Anden, men med klara lovsångsinslag.

## Publicerad i
- Svensk söndagsskolsångbok 1908 som nr 63 under rubriken "Pingst"
- Svenska Missionsförbundets sångbok 1920 som nr 165 under rubriken "Guds Ande".
- Kyrklig sång 1928 nr 214.
- Evangelisk sång 1930 nr 9.
- Guds lov 1935 som nr 111 under rubriken "Pingstsånger".
- Sionstoner 1935 som nr 21 under rubriken "Inledning och bön".
- Sions Sånger 1951 som nr 145.
- Frälsningsarméns sångbok 1968 som nr 632 under rubriken "Högtider - Pingst".
- Sions Sånger 1951 som nr 157 under rubriken "Församlingen".
- Lova Herren 1988 som nr 83 under rubriken "Anden, vår Hjälpare och tröst".
- Psalmer och Sånger 1987 som nr 400 under rubriken "Fader, Son och Ande - Anden, vår hjälpare och tröst".[1]
- Frälsningsarméns sångbok 1990 som nr 741 under rubriken "Pingst".
- Lova Herren 2020 som nr 63 med text bearbetad 2015 med titeln "O, att den elden kunde brinna" under rubriken "Gud den helige Ande och helgelsen".